# Carl Renninger

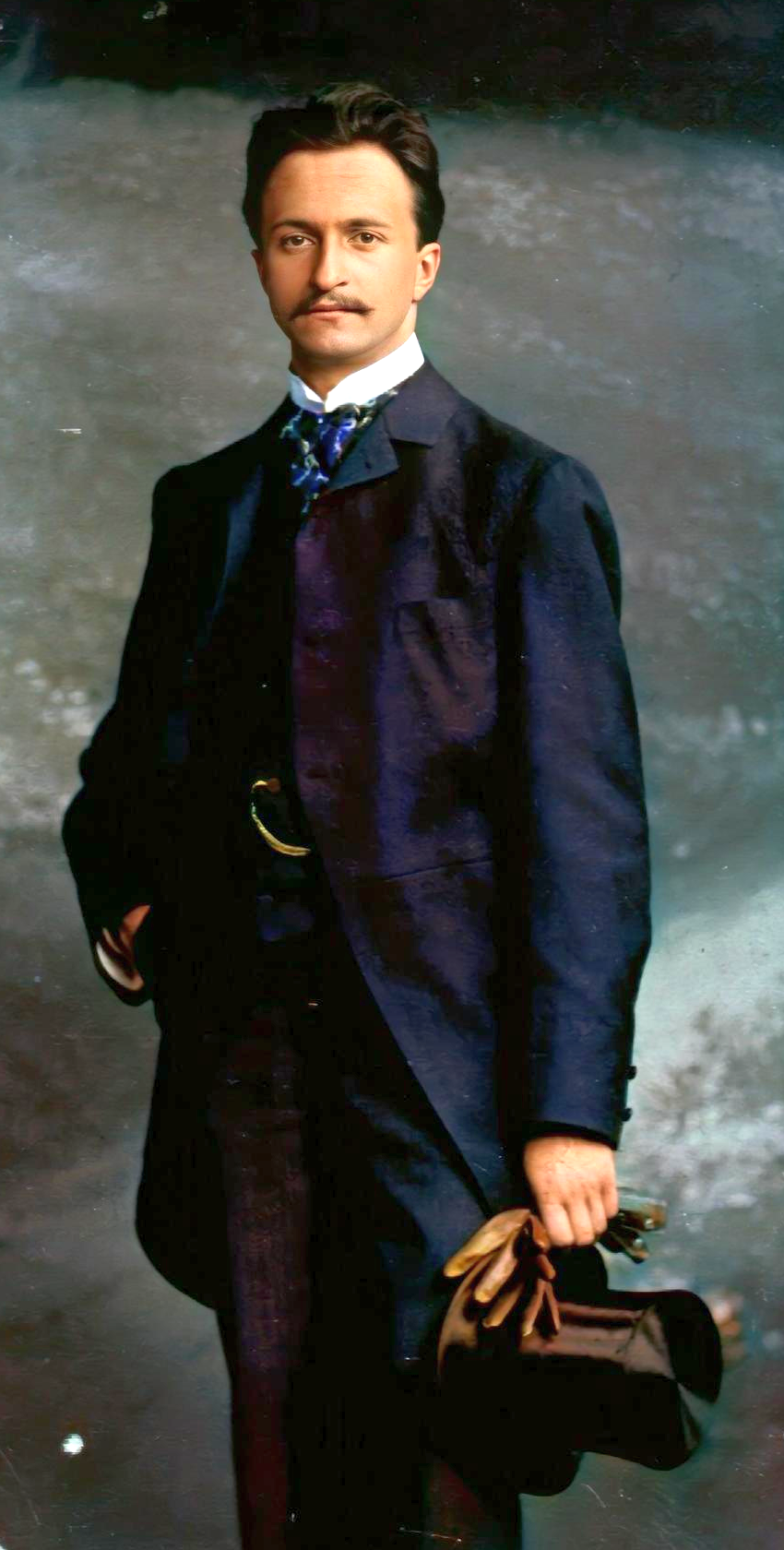
Carl Renninger um 1910

Carl Renninger (* 18. August 1881 in Mainz; † 28. August 1951 in München) war ein deutscher Fabrikant und von 1933 bis 1945 nationalsozialistischer Oberbürgermeister von Mannheim.

## Leben
Renninger besuchte zunächst die Realschule in Mainz, woran er eine Lehre bei der Allgemeine Elsässische Bankgesellschaft in Mainz anschloss. Nach der Ausbildung hielt er sich zu Sprachstudien für zwei Jahre in Frankreich, England, Spanien und Italien auf. 1902 besuchte er die Akademie für Sozial- und Handelswissenschaften in Frankfurt am Main und war danach kurz berufstätig bei der Deutschen Bank in Berlin.
1905 zog er nach Mannheim und gründete mit Geld aus dem väterlichen Erbe eine Eisen- und Blechwarenfabrik. Im Ersten Weltkrieg gehörte er dem Fußartillerieregiment Straßburg und dem Kraftfahrbataillon Mannheim an. 1925 stellte er seine Fabrik auf die Herstellung von Blei- und Zinkfarben um. Ende der 1920er Jahre geriet sie in wirtschaftliche Schwierigkeiten.
Zum 1. August 1930 trat Renninger der NSDAP bei (Mitgliedsnummer 288.379). 1933 wurde er zum Oberbürgermeister von Mannheim ernannt, nachdem Hermann Heimerich in Haft genommen worden war. Kurz vor der Einnahme Mannheims durch die US-Armee 1945 setzte er sich mit der Spitze der Stadtverwaltung nach Schloss Babstadt ab, wo er am 3. April in Haft genommen wurde. Im Spruchkammerverfahren wurde er als Hauptschuldiger angeklagt. Verurteilt wurde er 1948 als Belasteter zu 10.000 RM Geldstrafe und zwei Jahren Arbeitslager, die durch die Untersuchungshaft als abgesessen galten. Nicht nur der Architekt und Oberbaudirektor Josef Zizler, sondern auch Carl Renninger, beanspruchte den Erfolg des Bunkerbaus in Mannheim für sich.
Renninger war seit 1906 mit Amalie „Addie“ Pauline Stumpf (1883–1965) verheiratet, der Tochter des Sozialisten und Revolutionärs Paul Stumpf, und hatte sieben Kinder. Der Neurowissenschaftler Christoph von der Malsburg ist sein Enkel.

## Politische Rolle
Die politische Rolle Renningers ist noch weitgehend unerforscht. Jacob Toury bezeichnet ihn als „konsequent nazi-antisemitisch“ und nennt ihn einen besonderen Scharfmacher. Dazu würde passen, dass der Mannheimer Stadtrat 1935 von der jüdischen Gemeinde verlangte, einen Friedhof zu schließen, weil es in dem in Frage stehenden Stadtteil einen „Mangel an freien Plätzen“ gebe. Der sich weigernden jüdischen Gemeinde drohte Renninger, bei weiterer Weigerung „werde man einmal in Berlin die Frage aufrollen müssen, ob man nicht die alten Judenfriedhöfe in Deutschland ganz verschwinden lassen soll.“

## Ehrenämter
- Vorsitzender des Direktoriums des badischen Rennvereins
- Vorsitzender des Aufsichtsrats der Grosskraftwerk Mannheim AG
- Aufsichtsrat der „Mitropa“ Mitteleuropäische Schlafwagen und Speisewagen AG Berlin
- Aufsichtsrat der Oberrheinische Eisenbahn-Gesellschaft AG Mannheim
- Mitglied des Verwaltungsrats der Reichsautobahnen

## Werke
- Wirtschaft und Gemeinde. In: Jahrbuch für Kommunalwissenschaft, Stuttgart, 5. Jahrg., 1938, Heft 2, S. 239–262.